# 王彪 (1962年)
王彪（1962年9月—），安徽怀宁人，中共党员。安庆石油化工总厂厂长、中国石化股份公司安庆分公司总经理、第十二届全国人大代表。

## 生平
1979年9月-1983年7月，在山东化工学院自动化及仪表专业学习；
1983年7月至今在安庆石油化工总厂（中国石油化工集团公司）工作，任安庆石油化工总厂厂长、中国石化股份公司安庆分公司总经理等职；
1993年9月-1995年12月就读于浙江大学，获得工商管理硕士学位。